# Gymnochroma fulvipicta
Gymnochroma fulvipicta är en fjärilsart som beskrevs av George Francis Hampson 1896. Gymnochroma fulvipicta ingår i släktet Gymnochroma och familjen björnspinnare. Inga underarter finns listade i Catalogue of Life.